# بابلی بانسر
بابلی بانسر (به انگلیسی: Babli Bouncer) فیلمی محصول سال ۲۰۲۲ و به کارگردانی مادور باندارکار است. در این فیلم بازیگرانی همچون تمنا باتیا، آبیشک باجاج، ساحیل واید، ساناند ورما، سراب شوکلا، سابیاسچی چاکرابارتی، اوپسانا سینگ، آشوینی کالسکار و ویجای راز ایفای نقش کرده‌اند.